# Taguig

Taguig na mapie Metro Manila

Taguig, tag. Lungsod ng Taguig – miasto na Filipinach, w środkowej części wyspy Luzon, na zachodnim brzegu Laguna de Bay, u ujścia rzeki Taguig do rzeki Pasig, w południowo-wschodniej części zespołu miejskiego Metro Manila. W 2010 roku jego populacja liczyła 644 473 mieszkańców.
Graniczy z miastem Muntinlupa na południu, Parañaque na południowym zachodzie, Makati na zachodzie, Cainta i Taytay na północnym wschodzie oraz Makati, Pateros i Pasig na północy. Jest ważnym centrum handlowym, przemysłowym i mieszkaniowym.